# Cal Casajoana
Cal Casajoana és una obra de Castellgalí (Bages) inclosa a l'Inventari del Patrimoni Arquitectònic de Catalunya.

## Descripció
Edifici de notables dimensions, de planta baixa i dos pisos bastit sobre les dependències d'una de les entrades al castell i aprofitant materials provinents d'aquest. Posteriorment s'hi afegiren altres cossos i dependències i finalment fou subdividit en diferents habitatges. A més dels elements visibles des de l'exterior (contrafort, murs...), a l'interior destaca la volta de pedra de l'entrada, les arcades actualment tapiades i una cisterna de parets i canalons de pedra.